# Sybra incana
Sybra incana là một loài bọ cánh cứng trong họ Cerambycidae.